# 熊本県道266号梶屋多良木線
熊本県道266号梶屋多良木線（くまもとけんどう266ごう かじやたらぎせん）は、熊本県球磨郡多良木町を通る一般県道である。

## 概要

### 路線データ
- 起点：熊本県球磨郡多良木町大字多良木
- 終点：熊本県球磨郡多良木町大字多良木（国道219号交点）

## 路線状況

### 重複区間
- 熊本県道33号人吉水上線（球磨郡多良木町大字黒肥地）

## 地理

### 通過する自治体
- 球磨郡多良木町

### 交差する道路
| 交差する道路                        | 交差する場所 | 交差する場所 |
| ----------------------------------- | ------------ | ------------ |
| 熊本県道33号人吉水上線 重複区間起点 | 大字黒肥地   |              |
| 熊本県道33号人吉水上線 重複区間終点 | 大字黒肥地   |              |
| 国道219号                           | 大字多良木   | 終点         |

- 熊本県道335号湯前人吉自転車道線

### 交差する鉄道
- くま川鉄道湯前線

### 沿線
- 球磨川
- 多良木町立多良木中学校
- 多良木町役場
- くま川鉄道湯前線 多良木駅